# Дескалваду
Дескалваду (порт. Descalvado) — муниципалитет в Бразилии, входит в штат Сан-Паулу. Составная часть мезорегиона Араракара. Входит в экономико-статистический микрорегион Сан-Карлус. Население составляет 31 265 человек на 2006 год. Занимает площадь 755,226 км². Плотность населения — 41,4 чел./км².
Праздник города — 8 сентября.

## История
Город основан в 1832 году.

## Статистика
- Валовой внутренний продукт на 2003 составляет 640.199.369,00 реалов (данные: Бразильский институт географии и статистики).
- Валовой внутренний продукт на душу населения на 2003 составляет 21.205,68 реалов (данные: Бразильский институт географии и статистики).
- Индекс развития человеческого потенциала на 2000 составляет 0,820 (данные: Программа развития ООН).

## География
Климат местности: горный тропический. В соответствии с классификацией Кёппена, климат относится к категории Cwa.

## Религия
Христианство присутствует в городе следующим образом:

### католическая церковь
Католическая церковь в муниципалитете является частью Епархия Лимейры.

### протестантская церковь
В городе присутствуют самые разнообразные евангелические верования, в основном пятидесятники, в том числе Ассамблея Божья в Бразилии (крупнейшая евангелическая церковь в стране), Христианские конгрегации Бразилии и другие. Эти конфессии все больше и больше растут по всей Бразилии.